# いつも、いっちゃん!
『いつも、いっちゃん!』は、北日本放送で平日に放送されている夕方ワイド番組いっちゃん☆KNBのテーマソングである。

## 概要
- 作詞・作曲は、いっちゃん☆KNBの『かいこと ～高原兄のわらしべ長者の旅～』などで同局の番組に出演している高原兄で、歌はTomomiである。
- 番組のオープニングで、この曲に合わせて園児などが踊っていた。

## 関連番組
- いっちゃん☆KNB